# Liebe am Fjord – Das Ende der Eiszeit
Das Ende der Eiszeit ist ein deutscher Fernsehfilm von Jörg Grünler aus dem Jahr 2011. Es handelt sich um die dritte Episode der ARD-Filmreihe Liebe am Fjord, wobei die einzelnen Filme verbindet, dass sie vor der Kulisse norwegischer Fjorde angesiedelt sind und romantische Melodramen zum Inhalt haben. Senta Berger spielt Pernille Sörenbrandt, die Mutter der von Sandra Borgmann und Thure Lindhardt verkörperten Halbgeschwister Annika und Henrik.
Das Erste stellte den Film mit folgenden Worten vor: „Senta Berger und Sandra Borgmann treten in diesem sensibel inszenierten Melodram als Mutter und Tochter auf, die einen folgenschweren Familienkonflikt austragen. In der Rolle des Autisten setzt Thure Lindhardt […] schauspielerische Akzente. Die atemberaubende Fjordlandschaft Norwegens verleiht dem psychologisch stimmigen Film über das Schicksal zweier starker Frauen eine ganz eigene Atmosphäre.“

## Handlung
Annika Sörenbrandt führt mit viel Enthusiasmus einen erfolgreichen Buchversandhandel über das Internet, den sie selbst aufgebaut hat. Sie ist zufrieden mit ihrem Leben. Unvermittelt erreicht sie die telefonische Nachricht, dass ihre Mutter Pernille einen Unfall auf Fjærland hatte, wo sie lebt, und wo auch Annikas Lebensmittelpunkt bis zu ihrem elften Lebensjahr war. Annika hat ihre Mutter zum letzten Mal vor 25 Jahren gesehen, damals trennten sich ihre Eltern.
Nach einem Gespräch mit ihrem Freund Mika, der Staatssekretär im Kultusministerium ist, und ihr zuredet, entschließt sich Annika nach Fjærland zu fahren, der Ort ist weithin als Bücherdorf bekannt. Simon Österbrö, ein Freund ihrer Mutter, der sie auch angerufen hat, erwartet sie am Hafen. Österbrö ist äußerst vielseitig, seine Frau Helga erzählt Annika, dass er sehr bescheiden sei, so habe er die meisten der norwegischen Sagen und Lieder herausgebracht.
Das Wiedersehen zwischen Mutter und Tochter nach dieser langen Zeit ist angespannt und geprägt von einer gewissen Hilflosigkeit auf beiden Seiten. Anfangs scheint es, als sei die Verletzung ihrer Mutter nicht gravierend und mache ein Bleiben Annikas überflüssig. Zuhause wird sie auch mit ihrem Halbbruder Henrik konfrontiert, der an Autismus leidet. Sie wusste zwar, dass sie einen Bruder hat, aber nicht, wie es um ihn steht, und dass er praktisch rund um die Uhr Aufsicht benötigt. Einerseits verfügt Henrik über ein absolut erstaunliches Gedächtnis und ist ein wandelndes Lexikon, andererseits hat er das Gemüt eines Kindes, das gewisse Rituale braucht, um sich sicher zu fühlen. Annikas Zweifel daran, dass Henrik tatsächlich wissen kann, wie viele einzelne Spaghetti sich in einer Packung befinden, widerlegt er mühelos.
Als Annika sich schon entschlossen hat, zurück nach Oslo zu fahren, erfährt sie von Simon Österbrö, dass ihre Mutter sich bei dem Treppensturz ein veritables Schädel-Hirn-Trauma zugezogen hat und es zu einer  intrazerebralen Blutung kam, an deren Folgen sie fast gestorben wäre. Daraufhin entschließt Annika sich, zumindest noch eine Woche zu bleiben. In einem Gespräch meint Pernille zu ihrer Tochter, vielleicht hätte ihr Vater mit einem behinderten Kind leben können aber nicht mit dem Kind eines anderen Mannes. Sie habe über Jahre hinnehmen müssen, dass ihr Vater Frauengeschichten gehabt habe, er aber habe einen einzigen Fehltritt aus Verzweiflung und der Sehnsucht nach Zuwendung nicht ertragen und verzeihen können.
Als Annika von einer Lesung zurückkommt, brennt es in der Küche. Es ist nicht der erste von Henrik verursachte Brand, wie sie zu ihrer Bestürzung von ihrer Mutter erfährt. Anderentags bricht sie auf Wunsch Pernilles mit ihrem Bruder zu einer Tour auf den Bøyabreen auf, einen der Gletscherarme des Jostedalsbreen, wo beide als Kinder öfter waren. Nach der Rückkehr der Geschwister kommt es zum Streit zwischen Mutter und Tochter, da Pernille Annika bewusst verheimlicht hat, dass am selben Tag eine Videokonferenz ihres Verlags angesetzt war, um Henrik einen Tag mit seiner Schwester zu ermöglichen. Annika empfindet das als extrem respektlos ihr gegenüber.
Als sie an diesem Tag die Gesellschaft Simon Österbrös sucht, meint dieser, es sei jetzt an der Zeit, ihr etwas zu geben. Es sind die Tagebücher ihrer Mutter, die Annika offenbaren, dass es ihr Vater war, der ihre Mutter seinerzeit unter Druck setzte mit den Worten, Annika sei der Preis, den sie bei der Scheidung zahlen müsse. Die Schilderungen Pernilles zeigen Annika, wie groß der Schmerz ihrer Mutter war, sie verloren zu haben. Bei ihrer Rückkehr findet Annika ihre Mutter bewusstlos vor. Die von Pernille benötigen Tabletten hatte Henrik vom angestammten Platz entfernt. Als Pernille kurz zu sich kommt, erläutert sie Annika, dass ihr Vater verlangt habe, dass sie Henrik in ein Heim geben müsse, wenn nicht, werde er sie zusammen mit Annika verlassen. Sie habe doch ihr Kind nicht weggeben können, das sie gebraucht habe.
Obwohl es Pernille schwerfällt, ihre Zustimmung zu geben, nimmt Annika ihren Bruder letztendlich mit nach Oslo. Die Befürchtungen ihrer Mutter bewahrheiten sich jedoch, Henrik fühlt sich einsam und verlassen in der völlig ungewohnten Umgebung und läuft nach einigen Tagen davon. Die Suche nach ihm bleibt ergebnislos, bis Annika auf den Gedanken kommt, ihn im Hafengebiet zu suchen, wo sie ihn auch in die Arme schließen kann. Mika, der mit ihr unterwegs ist, spricht das aus, was Annika längst weiß, nämlich, dass Henrik die Umgebung und die Menschen braucht, die ihm von klein auf vertraut sind. Das heißt für Annika, zurück nach Fjærland, übers Internet arbeiten und nur bei Bedarf nach Oslo. Mika meint, er wolle sie lieber nur ab und zu sehen und glücklich, als immer und unglücklich. Auf Annikas Frage, ob er eigentlich wisse, was für ein toller Typ er sei, erwidert Mika mit einem Lächeln, er müsse ja schließlich zu ihr passen. Und so kehren Schwester und Bruder zurück zu ihrer Mutter Pernille.

## Produktionsnotizen

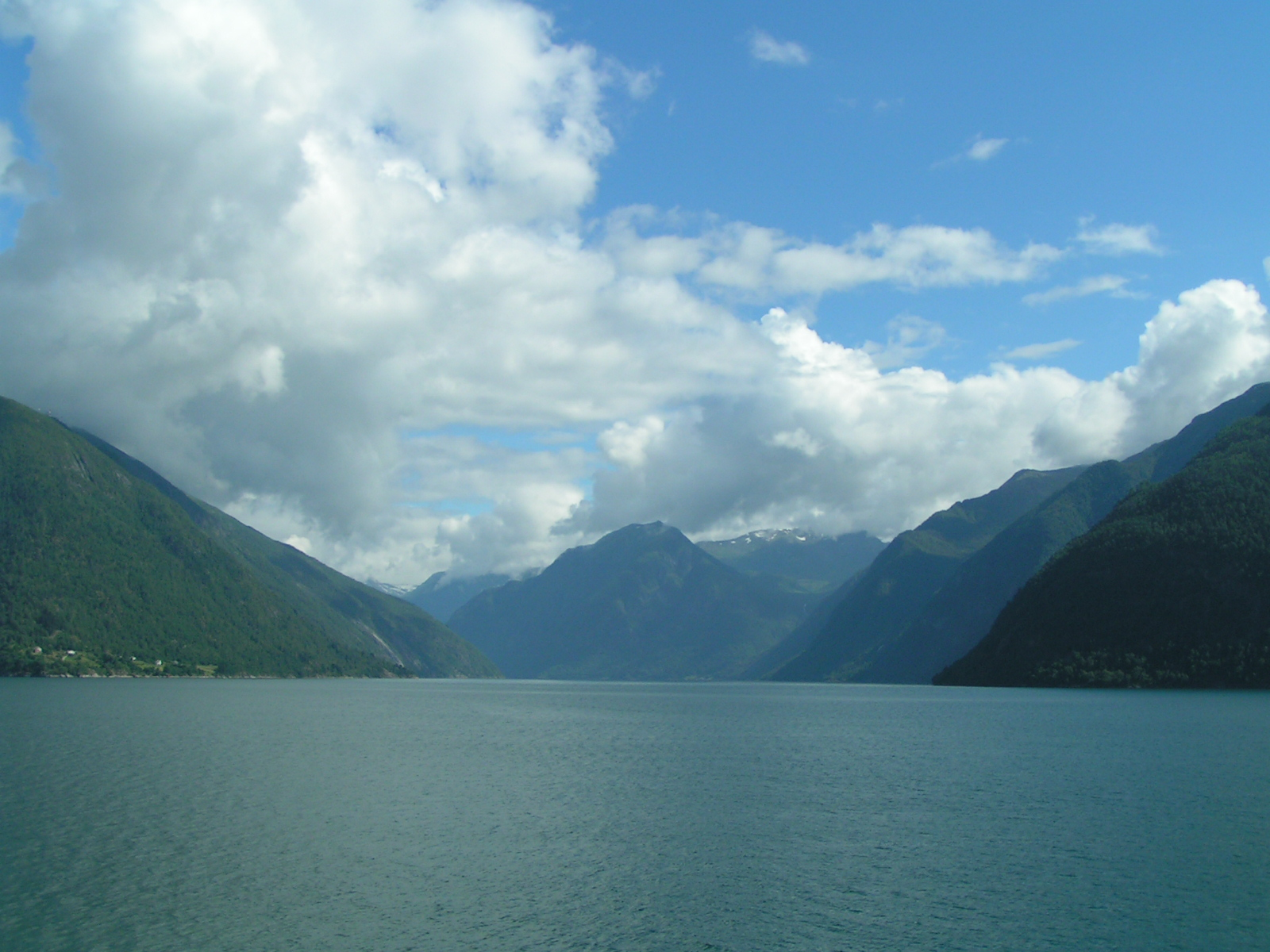
Fjærlandsfjorden-Norway, einer der Drehorte

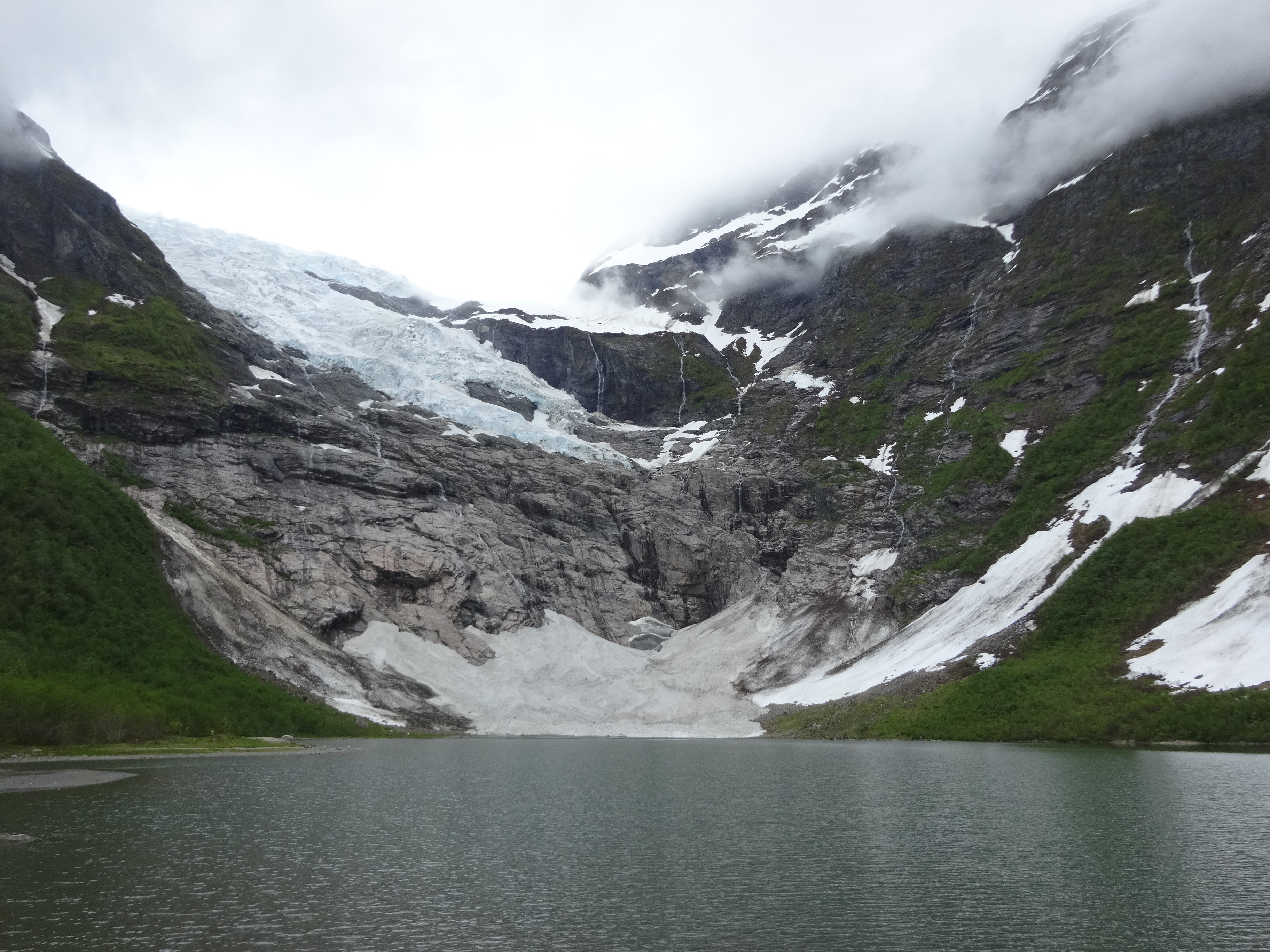
Bøyabreen, ein weiterer Drehort

Erstellt wurde der Film von der Letterbox Filmproduktion GmbH. Der zuständige Redakteur war Stefan Kruppa. Die Dreharbeiten für Das Ende der Eiszeit erfolgten im Zeitraum 31. Mai bis 8. August 2010 an Schauplätzen in Norwegen, so in Fjærland und Sogndal.

## Rezeption

### Veröffentlichung, Einschaltquote
Liebe am Fjord – Das Ende der Eiszeit wurde bei seiner Erstausstrahlung, am Freitag, dem 25. März 2011, im Programm der ARD Das Erste von 4,84 Millionen Zuschauern eingeschaltet, der Marktanteil lag bei 15 Prozent. Das Erste gab den Film über die Edel Germany GmbH zusammen mit der vierten Folge Das Meer der Frauen am 9. November 2012 auf DVD heraus.

### Kritik
Die Kritiker der Fernsehzeitschrift TV Spielfilm gaben dem Film eine mittlere Wertung, indem sie mit dem Daumen zur Seite zeigten, und stellten ohne weitere Begründung fest: „Dramatisierter Kitsch.“
Der Kritiker Rainer Tittelbach von tittelbach.tv hingegen setzte sich detailliert mit dem Film auseinander, dem er 4,5 von sechs möglichen Sternen gab, und fasste zusammen: „Ein Melo-Drama aus dem Geiste eines poetischen Realismus’, der ein bizarres Land, eine seltsame Krankheit und schmerzvolle Erfahrungen in eine heilsame Geschichte einwebt. In dieser Form hat dieses Genre eine Berechtigung. Der Film ist gut fotografiert, vermittelt viel von der Aura seiner Schauplätze, die Landschaft spiegelt nicht nur das Innenleben der Figuren, die Landschaft macht auch etwas mit ihnen. Senta Berger und Sandra Borgmann sind exzellent, Grünlers Regie ist umsichtig, das Buch von Martin Rauhaus lebensklug.“ Weiter führte Tittelbach aus: „Die 90 Minuten bestechen durch konzentrierte Zweier-Gespräche, durch eine Kombination aus Alltagsverhalten und große Wahrhaftigkeit des Verhandelten.“ Senta Berger spiele „leise in sich hinein“ – sie verkörpere Pernille „als intelligente, verunsicherte Frau, der sich das Dilemma ihres Lebens sichtlich in ihren Körper eingeschrieben“ habe. Sandra Borgmann dürfe sich „durch alle Nuancen des Gefühlslebens eines jungen, modernen Menschen spielen“. Und „einen erwachsenen Autisten glaubhaft darzustellen“, gehöre „sicher nicht zum Leichtesten für einen Schauspieler: Respekt vor der Leistung von Thure Lindhardt“.
Ähnlich sah das auch Tilmann P. Gangloff (tpg), der den Film für Kino.de bewertete: „Senta Berger und Sandra Borgmann ergänzen sich wunderbar in diesem von Martin Rauhaus exzellent geschriebenen Mutter/Tochter-Drama. […] Dieser Film ist ein Drama von seltener Sensibilität. Man weiß als Außenstehender nie genau, wie ein Drehbuch ursprünglich angelegt war und wie viel es noch mit dem fertigen Film zu tun hat; doch Martin Rauhaus und Jörg Grünler scheinen sich kongenial ergänzt zu haben.“ Diesmal dürfe Senta Berger das Geschenk „formidable[r] Dialoge“ genießen. Und doch sei der Film „immer dann am stärksten, wenn die beiden Hauptdarstellerinnen gar nichts sagen“ würden: „weil ihr Schweigen um so beredter“ sei. „Das funktionier[e], weil Sandra Borgmann Berger eine ebenbürtige Partnerin“ sei. Weiter schrieb Gangloff: „Der Däne Thure Lindhardt, seit einigen Jahren in deutschen Produktionen immer wieder in wichtigen Nebenrollen zu sehen, agiert als autistischer junger Mann mit ähnlicher Zurückhaltung wie die beiden Kolleginnen. Seine Mimik mag die meiste Zeit ausdruckslos wirken, doch seine Körpersprache – Haltung, Gang, Gesten – spricht Bände.“
Für den Filmdienst stellte sich der Film dar als: „Konventionelles (Fernseh-)Melodram um einen folgenschweren Familienkonflikt, pittoresk angesiedelt in der wild-romantischen Fjordlandschaft Norwegens. – Ab 14.“